# Rủi ro
Rủi ro là một cách gọi về những điều không tốt lành và không tốt đẹp. Thuật ngữ này đề cập tới  trong hệ quả, tác động của một hành động bất kỳ có liên quan đến những thứ mà con người coi trọng (chẳng hạn như sức khỏe, hạnh phúc, của cải, tài sản hoặc môi trường). Rủi ro thường tập trung vào những hậu quả tiêu cực mà con người không mong muốn.